# Fazaz
Fazaz és una regió natural del Marroc al nord-oest de l'Atles mitjà al sud de Fes i Meknes, poblat per tribus amazigues (Beni Mtir, Beni Mglid, Gerwan, Zemmur i Zayan). L'altura voreja els 1.500 msnm. Fou poblada per amazics zanaga (sanhadja) que alguns autors anomenen Banu Fazaz de l'amazic Ayt Fazaz (la gent del Fazaz)
El 789 va passar als idríssides (Idris I) i va convertir a l'islam als habitants que eren jueus o cristians.. Idris II va encunyar moneda a Wakazzur probablement al sud de la moderna Knifra. A la partició del regne idrissita entre els dos fills d'Isdris II, el 828, el Fazaz també es va partir i el nord va passar a Fez pel fill Muhammad i al part sud a Isa (que va rebre també Tamasma). Revoltat Isa contra el seu germà i cap de família, Muhammad va enviar a la zona a un altre germà, Umar, i va conquerir la regió. Isa va morir a Tadla. A la segona meitat del segle x els amazics zenata foren expulsats cap a l'oest pels sanhadja de Bulugguín governador fatimita d'Ifríqiya; els Maghrawa i els Banu Yafran (o Ifran) es van instal·lar al Marroc i aquestos darrers van formar un principat a Fazaz amb capital a Shalla. El clan dels Banu Yadjfash, dirigida per Tawala, va dominar Fazaz i va construir una fortalesa que després va passar al seu fill Mahdi i per això es va dir Kalat Mahdi ibn Tawala.
El principat fou conquerit pels almoràvits el 1060, però la fortalesa va resistir, i fou assetjada nou anys (1063-1072) fins que es va rendir.
Després dels almoràvits va passar als almohades i després als marínides. La presència de dues mines de plata a Awwam i Warknas feien el país molt valuós. Al segle xv van arribar noves onades d'amazics (també sanhadja) i el nom de Fazaz es va perdre. Lleó l'Africà que va passar per la zona el 1515 no esmenta el nom de Fazaz. Fou llavors quan va sorgir la zawiya d'al-Dila i els seus marabuts que amb el temps el control de les tribus amazigues de la regió. Es van oposar als sadites i després als francesos. Els llocs antics no han estat plenament identificats